# SugarCRM
 (octobre 2020).
SugarCRM est un logiciel de gestion de la relation client édité par la société américaine SugarCRM. La programmation est assurée en PHP et se base sur MySQL, Microsoft SQL Server ou Oracle. La version libre n'est plus maintenue depuis 2014[source insuffisante].

## Historique

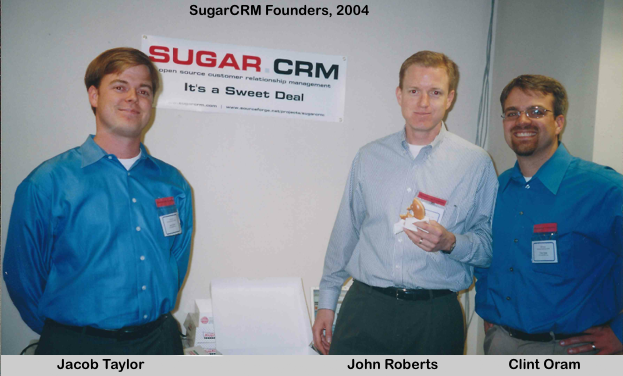
Les fondateurs de SugarCRM Inc. : Jacob Taylor, John Roberts, Clint Oram

SugarCRM a vu le jour en avril 2004 sur la plateforme SourceForge sous la forme d'un projet open-source. En juin de la même année, ses créateurs ( John Roberts, Clint Oram et Jacob Taylor) fondent une société du même nom pour soutenir le développement de l'outil. En septembre 2004, SugarCRM avait été téléchargé 25 000 fois sous sa forme open-source et en octobre 2004, le projet a été qualifié "Projet du Mois" sur SourceForge.  
Sa popularité a permis à l'entreprise de lever 46 millions de dollars apportés par les sociétés de capital-risque Draper Fisher Jurvetson, Walden International et New Enterprise Associates. La société SugarCRM emploie actuellement plus de 150 personnes. En avril 2009, Sugar Open Source avait été téléchargé plus de 6 millions de fois et reste l'un des projets les plus actifs sur SourceForge.
La société exploite un certain nombre de sites Web, y compris son site commercial SugarCRM.com, un site web pour les développeurs (SugarForge.org), un site pour les extensions tierces, (Sugar Exchange), ainsi qu'un site consacré aux forums d'utilisateurs.
La société est représentée à travers le monde par un large réseau de partenaires officiels.

## Produits
La gamme SugarCRM se décline en trois éditions  :
- Sugar Professional
- Sugar Enterprise
- Sugar Ultimate

Chaque édition prend appui sur la même base de code. Sugar a d’abord été créé dans un environnement LAMP (Linux, Apache, MySQL et PHP), mais il peut aussi bien fonctionner sur d'autres plates-formes supportant PHP telles que Windows, Solaris ou Mac OS X. Sugar peut aussi utiliser d'autres bases de données telles qu'Oracle ou SQL Server de Microsoft.
Les principales fonctionnalités disponibles sont l’automatisation de la force de vente, les campagnes marketing, le service client, les outils collaboratifs et les outils de recherche et statistique.
Sugar Professional, Sugar Enterprise et Sugar Ultimate sont disponibles sous forme de contrat de souscription et de support annuel.
SugarCRM, quelle que soit la version, peut être mise en place en mode local (dans l'entreprise) ou en mode hébergé.
Le 6 avril 2018, SugarCRM annonce la fin de la version gratuite open source, Sugar Community Edition[source insuffisante].